# 하인츠 크비아트코프스키
하인리히 "하인츠" 크비아트코프스키(독일어: Heinrich "Heinz" Kwiatkowski, 1926년 7월 16일~2008년 5월 23일)는 독일의 전 축구 골키퍼이다. 그는 겔젠키르헨 출신이다. 그는 1954년 월드컵에 서독 국가대표팀 일원으로 참가해 우승을 거두었다. 그는 1958년 월드컵에도 참가했다. 그는 서독 국가대표팀 경기에 총 4번 출전했다. 그는 리그 무대에서 샬케 04, 로트-바이스 에센, 도르트문트에서 활약했다. 그는 1956년과 1957년에 독일 리그를 2번 우승했다. 그는 도르트문트에서 영면에 들었다.
현역 골키퍼 시절 크비아트코프스키만의 기술로는 주먹으로 하는 선방이 있었는데, 그로 인해 그의 별칭은 "주먹왕 하이니"(Heini Fausten)이었다.